# Obzor
Obzor (bulgariska: Обзор) är ett distrikt och liten stad i Bulgarien.   Det ligger i kommunen Nesebăr och regionen Burgas, i den östra delen av landet, vid svartahavskusten.
Obzor har lite drygt 2 000 invånare. Den är belägen 65 km söder om Bulgariens tredje största stad Varna och 73 km norr om länets residensstad Burgas. Stara Planinas bergsrygg reser sig väster om staden och Dvoynitsafloden avgränsar den norrut.
Stadens långa strand sträcker sig från Sankt Atanas udde i norr till Mona Petrahalvön i söder.

## Historia
De gamla grekerna bebodde en gång i tiden den närbelägna staden Irakli och dess omgivningar innan de övergav den för att bo tillsammans med bulgarerna på denna plats, som de först kallade Navlohos och senare för Heliopolis (Solstaden).
Under romartiden fick staden namnet Tempium Jovis (Jupiters tempel). 
Under medeltiden dominerades platsen av borgen Koziak, som senare lades i ruiner av osmanerna.
Obzor fick sitt nuvarande namn 1935.

## Intressanta närbelägna platser
Strax norr om Obzor ligger staden Bjala, som en gång i tiden hade en grekisk fästning.
Byn Emona på Emineudden (några få kilometer söderut) är en målerisk bosättning, känd för att den trakiske kungen Rez föddes där.